# 赫利博喬克 (新惠文斯凱市鎮)
50°5′53″N 28°19′53″E / 50.09806°N 28.33139°E
赫利博喬克（烏克蘭語：Глибочок）是烏克蘭北部的村莊，隸屬日托米爾州的日托米爾區。該村處於格利博喬克河畔，始建於1650年，面積1.714平方公里，海拔高度232米，2001年人口570。